# Principios del comunismo

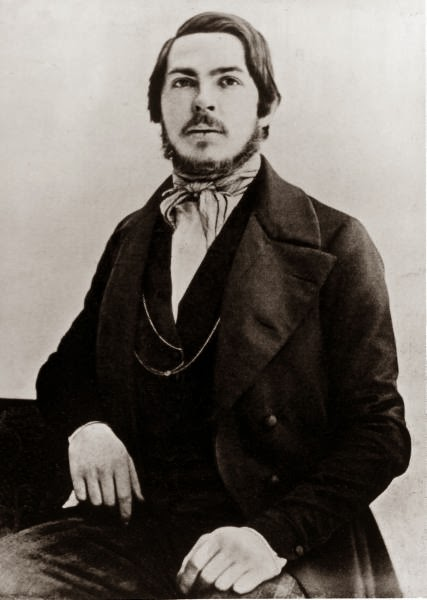
Friedrich Engels, autor de Principios del Comunismo, fotografiado durante el período de sus veinte años (1840-1845).

Principios del Comunismo (alemán: Grundsätze des Kommunismus) es un breve trabajo escrito por Friedrich Engels en 1847, cofundador del marxismo. Está estructurado como un catecismo, conteniendo 25 cuestiones sobre el comunismo, cada una con sus respuestas.  En el texto, Engels presenta las ideas centrales del marxismo como el materialismo histórico, lucha de clases, y revolución obrera. Principios del comunismo sirvió como borrador para el Manifesto Comunista.
Los Principios de Comunismo se compuso entre octubre y noviembre de 1847, y fue precedido por el borrador Catecismo, Profesión o Confesión de fe de los comunistas, un texto muy similar pero distinto que Engels había escrito previamente en junio de 1847. Al igual que los principios, la anterior Catecismo también usó la Convención de catecismo, pero con solo 22 pares de preguntas y respuestas. Por recomendación de Engels, el formato de catecismo fue finalmente rechazado en favor de una narrativa histórica en prosa, que Karl Marx utilizó para componer el Manifiesto. Los tres documentos fueron intentos de articular la plataforma política de la recién formada la Liga de los Comunistas, un partido político que se creó a través de la fusión de dos ancestros: la Liga de los Justos y el Comité de Correspondencia Comunista, este último dirigido por Marx y Engels. El Manifiesto surgió como la versión más conocida y definitiva de la declaración de la misión de la Liga Comunista, basándose directamente en las ideas expresadas en los Principios.
En resumen, Catecismo fue la versión preliminar de los Principios del comunismo, y Principios del comunismo fue la versión preliminar del Manifiesto comunista.

## Desarrollo
A principios del siglo XIX, los efectos de la Revolución Industrial inspiraron a los socialistas utópicos a teorizar formas mejoradas de organización social basadas en la cooperación, en oposición a la competencia del libre mercado; tales teóricos incluyen a Robert Owen y Charles Fourier. Además, los grupos radicales intentaron derrocar el orden social europeo existente en favor de objetivos similares. Estos partidos también lamentaron las duras condiciones laborales.
Una de esas organizaciones fue la Liga de los Justos, que se formó en 1836 separándose de un antepasado, la Liga de Forajidos, que se formó en París en 1834.  La Liga colaboró con grupos de ideas afines para planificar un derrocamiento violento de los existentes. El orden social, con el fin de crear su propia sociedad ideal, a la que llamaron la "nueva Jerusalén". Sin embargo, la Liga no estaba compuesta por trabajadores asalariados industriales o proletarios en el sentido marxista, sino por periodistas, radicales políticos y artesanos cuyos medios de vida estaban siendo desplazados por la Revolución Industrial. La Liga se estructuró en capítulos divididos en celdas locales, típicamente de cinco a diez individuos.
En noviembre de 1842, Engels y Marx se encontraron por primera vez en Colonia, en la oficina de Rheinische Zeitung (Gaceta Renana), un periódico que Marx estaba editando en ese momento.  Nada surgió de este primer encuentro, pero durante 1842-43, ambos se habían contactado por separado con la Liga, aunque ninguno se había unido. En 1844, Engels y Marx se reunieron por segunda vez, en el Café de la Régence en París. Este segundo encuentro fue el que comenzó su amistad y colaboración de por vida, que comenzó con la producción de La Sagrada Familia y La ideología alemana. En 1846, Engels y Marx comenzaron su propia organización, el Comité de Correspondencia Comunista, y buscaron otros grupos para la aplicación práctica de sus objetivos políticos. Nuevamente, en 1846, Marx invitó a las filiales de la Liga de París y Londres a unirse a los capítulos del Comité, y la Liga correspondió invitando a la filial del Comité de Bruselas a Marx a unirse al capítulo de la Liga, y a asistir en la reorganización política. A principios de 1847, la Liga y el Comité se habían alineado.
En dos congresos importantes durante 1847 (del 2 al 9 de junio y del 29 de noviembre al 8 de diciembre), los dos grupos se fusionaron en uno, que ahora se llamaba la Liga Comunista. Para cada uno de estos congresos, Engels elaboró versiones de una plataforma política para la nueva organización. La primera versión, Borrador para la confesión de fe comunista, fue discutida y aprobada en el primer congreso de junio; Marx no estuvo presente en el congreso de junio, pero Engels sí.  Este primer borrador, desconocido durante muchos años, fue redescubierto en 1968. El segundo borrador, Principios del comunismo, fue el utilizado en el segundo congreso de noviembre / diciembre. Ambos borradores utilizaron un formato de preguntas y respuestas de catecismo, con el cual Engels se había sentido insatisfecho. Inmediatamente antes del segundo congreso, describiendo Principios, Engels escribió a Marx recomendando un nuevo borrador, en prosa histórica:

PIENSA un poco sobre la profesión de fe. Creo que sería mejor abandonar la forma de catecismo y llamar la cosa así: Manifiesto Comunista. Como es preciso hacer un relato histórico de cierta extensión, la forma que ha tenido hasta ahora es bastante inapropiada. Llevaré conmigo lo que he hecho aquí ¡es simplemente una narración, pero miserablemente compuesta en terrible prisa! Comienzo así: ¿Qué es el comunismo? Y luego voy derecho al proletariado: la historia de su origen, su diferencia con obreros anteriores, el desarrollo de la contradicción entre el proletariado y la burguesía, las crisis, los resultados. Mechado con esto, toda clase de asuntos secundarios, y finalmente la política de partido de los comunistas, en la medida en que pueda hacerse pública. Lo que aquí tengo, todavía no ha sido sometido a aprobación, pero a excepción de unos pocos y pequeños detalles, espero terminarlo en una forma en que por lo menos no haya nada contrario a nuestras opiniones...

CARTA A KARL MARX, París, 23-24 de noviembre de 1847

Siguiendo el segundo congreso de la Liga Comunista, encargue Marx para escribir un programa final. Plasmando directamente a las ideas en Principios de Comunismo, Marx entregó una revisión final, el Manifesto, en temprano 1848.  A pesar de que Marx era el autor exclusivo  del Manifesto  manuscrito, las ideas estuvieron adaptadas de Engels' borradores más tempranos, con el resultado que el Manifesto estuvo abonado a ambos autores.

## Sinopsis
Comenzando con una definición del comunismo como una teoría política para la liberación del proletariado, Engels proporciona una breve historia del proletariado como la clase obrera del siglo XIX. Las ideas se desarrollan en una progresión secuencial y lógica, dentro del marco del estilo de pregunta-respuesta. La respuesta de una pregunta dada implica preguntas adicionales, que se expresan posteriormente.
Engels explica los orígenes del proletariado como resultado de la Revolución Industrial. Describe sus diferencias con otras clases históricas pobres, su vida cotidiana precaria y miserable y su oposición a la clase propietaria o burguesía. Eventualmente, todas las personas deben caer inevitablemente en una clase social o en la otra, con la gran mayoría de la humanidad convirtiéndose en proletarios. Se presenta una solución: la abolición de la propiedad privada. Tal abolición es ahora posible, donde antes no lo era, debido a la nueva capacidad existente para la producción en masa. Esta capacidad productiva se puede reorganizar para proporcionar a todos en una base de cooperación, en oposición a la competencia del mercado. Engels predice que, desafortunadamente, tal reorganización social deberá llevarse a cabo utilizando la violencia, porque la burguesía no renunciará voluntariamente a su poder.   Además, debido al carácter global de la Revolución Industrial, dicha violencia debe ocurrir eventual y necesariamente en todos los países, sin limitarse a algunos.
Cuando se lleva a cabo en una escala suficientemente amplia, Engels predice que la abolición de la propiedad privada será una panacea para los males sociales, ya que el esfuerzo que antes se desperdiciaba en la competencia se redistribuiría en beneficio de todos. Como resultado, las diferencias de clase y étnicas entre la humanidad se irán disipando gradualmente con el tiempo, y la religión se volverá superflua como un artefacto histórico. Engels también afirma que el comunismo no tendrá efectos perjudiciales sobre las mujeres o la familia, como temen los críticos. Por el contrario, Engels rechaza los temores de los críticos de que el comunismo implique una "comunidad de mujeres", un eufemismo del siglo XIX, lo que significa que varios hombres pueden tener relaciones sexuales con un grupo determinado de mujeres. Por el contrario, Engels afirma que tal "comunidad de mujeres" explotadora ya existe bajo el orden social existente, basado en la propiedad privada y el dinero, que el comunismo derrocará: la prostitución. Engels, por lo tanto, descarta el miedo como hipócrita, e insinúa, en cambio, que la abolición de la propiedad privada eliminará la prostitución y emancipará a las mujeres.
Debido a que el Manifiesto comunista es una reedición de Principios, contiene muchas de las mismas ideas. Una diferencia entre los documentos es que en el Manifiesto, Marx primero enfatiza el desarrollo tecnológico histórico y el surgimiento de la burguesía, introduciendo al proletariado en segundo lugar, mientras que en los Principios, Engels comenzó por detallar al proletariado.

## Adaptaciones: deCatecismoa losPrincipios, yalManifiesto
Esta tabla muestra la reorganización y expansión del material que comenzó con la Catecismo de Engels, continuó con sus Principios del Comunismo y concluyó con el Manifiesto según fue redactado y completado por Marx. Primero, el material de la Catecismo se reorganizó y se amplió ligeramente con materia nueva (guiones) para dar origen a los Principios. Catecismo de los comunistas seguía las costumbres de la época. Principios del comunismo, hacía más hincapié en el materialismo, además de llamar a la revolución proletaria y una serie de pasos de transición hacia el socialismo.
En muchos casos, las secciones paralelas de los dos primeros borradores tenían un texto idéntico o casi idéntico. Como el Manifiesto tuvo un autor primario diferente (Marx) y una forma narrativa diferente, su proceso de redacción fue más significativo. Efectivamente, la primera mitad de los Principios se reformuló como la primera sección del Manifiesto, su segunda mitad se reformuló como la segunda sección del Manifiesto, su penúltimo par de preguntas y respuestas se amplió significativamente para convertirse en la tercera sección del Manifiesto, y su último par de preguntas y respuestas se reformuló como cuarta y última sección breve del Manifiesto.
Debido a su brevedad, todas las preguntas se reproducen literalmente a partir de la traducción al inglés que figura a continuación. Las respuestas son significativamente más largas y, por lo tanto, se resumen aquí, a excepción de la primera, que es la más corta.
| Catecismo | Principios del Comunismo | Principios del Comunismo | Principios del Comunismo | Manifesto Comunista |
| P&R       | P&R                      | Cuestión | Respuesta (Resumen) | Sección             |
| --------- | ------------------------ | --- | --- | ------------------- |
| 1-2       | 1                        | ¿Qué es el Comunismo? | El comunismo es la doctrina de las condiciones de la liberación del proletariado. | Preámbulo           |
| 7         | 2                        | ¿Qué es el proletariado? | La clase obrera del siglo XIX, que vive vendiendo su trabajo, no obtiene ganancias del capital. | I                   |
| 8         | 3                        | ¿Los proletarios, entonces, no siempre han existido?                                                                                 | No. Aunque siempre ha habido gente pobre, no han vivido previamente bajo las circunstancias históricas específicas de hoy. | I                   |
| 9         | 4                        | ¿Cómo se originó el proletariado? | La revolución industrial del siglo XVIII dio origen a la maquinaria pesada y la producción en masa, enriqueciendo a los propietarios y empobreciendo a los trabajadores. Esto llevó a la clase propietaria, o burguesía, y al proletariado.                                              | I                   |
| -         | 5                        | ¿En qué condiciones se produce esta venta del trabajo de los proletarios a la burguesía?                                             | Al proletariado se le paga un salario de subsistencia. | I                   |
| -         | 6                        | ¿Qué clases trabajadoras existían antes de la revolución industrial?                                                                 | Había esclavos, siervos, artesanos y obreros manufactureros. | I                   |
| 10        | 7                        | ¿En qué se diferencian los proletarios de los esclavos?                                                                              | Los esclavos se venden discretamente, los proletarios se venden continuamente, diariamente y por hora, a través del trabajo asalariado. Los esclavos están fuera de la competencia; Los proletarios están sujetos a los caprichos de la competencia en el mercado.                       | I                   |
| 11        | 8                        | ¿En qué se diferencian los proletarios de los siervos?                                                                               | Los siervos reciben tierra por los señores, que se espera que cultiven, entregando una porción del producto al señor. Así, los siervos tienen una existencia segura de la que carecen los proletarios.                                                                                   | I                   |
| 12        | 9                        | ¿En qué se diferencian los proletarios de los artesanos?                                                                             | El artesano está preparado para ascender o caer, y puede ingresar a la burguesía o al proletariado. | I                   |
| -         | 10                       | ¿En qué se diferencian los proletarios de los obreros manufactureros?                                                                | Los obreros manufactureros eran rurales, los proletarios urbanos. Los trabajadores de manufactura tenían sus propias herramientas y equipo, los proletarios no. | I                   |
| -         | 11                       | ¿Cuáles fueron las consecuencias inmediatas de la revolución industrial y de la división de la sociedad en burguesía y proletariado? | La nueva maquinaria trastornó rápidamente el comercio global. Una nueva máquina inventada en Europa ahora tiene la capacidad de poner a muchas personas en un país lejano, como China, sin trabajo. La burguesía se convirtió en la clase preeminente, incluso por encima de la nobleza. | I                   |
| -         | 12                       | ¿Cuáles fueron las consecuencias posteriores de la revolución industrial?                                                            | Crisis comerciales periódicas por sobreproducción. | I                   |
| -         | 13                       | ¿Qué se desprende de estas crisis comerciales periódicas?                                                                            | La miseria humana a gran escala, incluso para la burguesía. Pero, la nueva capacidad para la producción en masa se puede reorganizar, en beneficio de todos, con un orden social nuevo y diferente.                                                                                      | I                   |
| 3-6       | 14                       | ¿Cómo será este nuevo orden social?                                                                                                  | Debe arrebatar la industria a los propietarios que compiten entre sí, redistribuirse para obtener un beneficio social general sobre una nueva base cooperativa. Así, la propiedad privada debe ser abolida.                                                                              | II                  |
| 13        | 15                       | ¿No fue posible la abolición de la propiedad privada en un momento anterior?                                                         | No. Diferentes relaciones de propiedad prevalecieron en el pasado. Además, como la producción en masa no existía anteriormente, dicha abolición no podría haberse realizado de manera útil en el pasado, en beneficio de todos. Ahora, tal es posible.                                   | II                  |
| 14        | 16                       | ¿Será posible la abolición pacífica de la propiedad privada?                                                                         | Esto es deseable, pero es poco realista. La historia es previsible. Desafortunadamente, una lucha violenta será necesaria para abolir propiedad privada. | II                  |
| 15        | 17                       | ¿Será posible que la propiedad privada sea abolida de un solo golpe?                                                                 | No. La abolición debe ser gradual, a medida que los recursos estén disponibles para el bien común a través de la expropiación a través de la revolución. | II                  |
| 16-19     | 18                       | ¿Cuál será el curso de esta revolución?                                                                                              | Implicará una constitución, el dominio del proletariado y doce puntos específicos que incluyen la abolición gradual de la propiedad privada, una economía centralmente planificada y la educación universal.                                                                             | II                  |
| -         | 19                       | ¿Será posible que esta revolución tenga lugar en un solo país?                                                                       | No. Dado que el capitalismo ha llevado a la globalización del comercio, ha creado un proletariado global. La revolución debe eventualmente llevarse a cabo en todos los países de la Tierra, comenzando en Europa occidental, donde comenzó la revolución industrial.                    | II                  |
| -         | 20                       | ¿Cuáles serán las consecuencias de la desaparición definitiva de la propiedad privada?                                               | Será una panacea para todos los males sociales. El esfuerzo que antes se desperdiciaba en la competencia del mercado se redistribuiría para proporcionar a todos. La sociedad se volverá sin clases, y las distinciones entre la vida rural y urbana también desaparecerán.              | II                  |
| 20        | 21                       | ¿Cuál será la influencia de la sociedad comunista en la familia?                                                                     | Hará que las relaciones entre los sexos sean puramente privadas, eliminando las relaciones familiares de propiedad a través de la educación estatal. Tampoco generará una "comunidad de mujeres", como temen hipócritamente algunos críticos.                                            | II                  |
| 21        | 22                       | ¿Cuál será la actitud del comunismo ante las nacionalidades existentes?                                                              | Las diferencias étnicas y nacionales eventualmente desaparecerán a través de la mezcla de pueblos, al igual que las diferencias de clase. | II                  |
| 22        | 23                       | ¿Cuál será su actitud hacia las religiones existentes?                                                                               | Las religiones han sido históricamente expresiones de desarrollo humano hasta ahora. Pero el comunismo es la etapa de desarrollo social que hará que la religión sea superflua, causando su desaparición.                                                                                | II                  |
| -         | 24                       | ¿En qué se diferencian los comunistas de los socialistas?                                                                            | Hay tres tipos relevantes de socialistas. Los socialistas reaccionarios y burgueses son antagónicos a los objetivos comunistas, y deben ser combatidos. Los socialistas demócratas a veces pueden alinearse útilmente con los comunistas.                                                | III                 |
| -         | 25                       | ¿Cuál es la actitud de los comunistas hacia los otros partidos políticos de nuestro tiempo?                                          | Hay varios grupos internacionales con los que los comunistas pueden colaborar en términos amistosos, incluidos los cartistas y los reformadores nacionales. | IV                  |

## Las doce propuestas
Los Principios del Comunismo dan una serie de 12 propuestas en la cuestión número XVIII ¿Qué vía de desarrollo tomará esa revolución?

Las medidas más importantes, que dimanan necesariamente de las condiciones actuales, son:
1. Restricción de la propiedad privada mediante el impuesto progresivo, el alto impuesto sobre las herencias, la abolición del derecho de herencia en las líneas laterales (hermanos, sobrinos, etc.), préstamos forzosos, etc.
2. Expropiación gradual de los propietarios agrarios, fabricantes, propietarios de ferrocarriles y buques, parcialmente con ayuda de la competencia por parte de la industria estatal y, parcialmente de modo directo, con indemnización en asignados.
3. Confiscación de los bienes de todos los emigrados y de los rebeldes contra la mayoría del pueblo.
4. Organización del trabajo y ocupación de los proletarios en fincas, fábricas y talleres nacionales, con lo cual se eliminará la competencia entre los obreros, y los fabricantes que queden, tendrán que pagar salarios tan altos como el Estado.
5. Igual deber obligatorio de trabajo para todos los miembros de la sociedad hasta la supresión completa de la propiedad privada. Formación de ejércitos industriales, sobre todo para la agricultura.
6. Centralización de los créditos y la banca en las manos del Estado a través del Banco Nacional, con capital del Estado. Cierre de todos los bancos privados.
7. Aumento del número de fábricas, talleres, ferrocarriles y buques nacionales, cultivo de todas las tierras que están sin labrar y mejoramiento del cultivo de las demás tierras en consonancia con el aumento de los capitales y del número de obreros de que dispone la nación.
8. Educación de todos los niños en establecimientos estatales y a cargo del Estado, desde el momento en que puedan prescindir del cuidado de la madre. Conjugar la educación con el trabajo fabril.
9. Construcción de grandes palacios en las fincas del Estado para que sirvan de vivienda a las comunas de ciudadanos que trabajen en la industria y la agricultura y unan las ventajas de la vida en la ciudad y en el campo, evitando así el carácter unilateral y los defectos de la una y la otra.
10. Destrucción de todas las casas y barrio insalubres y mal construidos.
11. Igualdad de derecho de herencia para los hijos legítimos y los naturales.
12. Concentración de todos los medios de transporte en manos de la nación.

Engels aclara que todas estas medidas no podrán ser llevadas a la práctica de golpe. Nótese las diferencias a las 10 propuestas del final del Capítulo II del Manifiesto Comunista.